# Laphria metalli
Laphria metalli är en tvåvingeart som beskrevs av Walker 1851. Laphria metalli ingår i släktet Laphria och familjen rovflugor. Inga underarter finns listade i Catalogue of Life.